# Harrington (Washington)
Pour les articles homonymes, voir Harrington.
Harrington est une petite ville située au centre-est du comté de Lincoln, dans l'État de Washington, aux États-Unis,. Elle est incorporée en 1902.

## Démographie
Lors du recensement de 2010, la ville comptait une population de 424 habitants. Elle est également estimée, en 2017, à 411 habitants.

### Source de la traduction
- (en) Cet article est partiellement ou en totalité issu de l’article de Wikipédia en anglais intitulé « Harrington, Washington » (voir la liste des auteurs).